# Giovanni Mareggini
Giovanni Mareggini (Castelnovo ne' Monti, 11 giugno 1961) è un flautista italiano.
Attualmente svolge attività di docente presso l'Istituto Superiore di Studi Musicali Achille Peri di Reggio Emilia.

## Biografia

### Studi
Diplomatosi con il massimo dei voti sotto la guida del maestri Sergio Ruscitti presso l’Istituto Superiore di Studi Musicali Achille Peri di Reggio Emilia, Giovanni Mareggini si è poi perfezionato con Conrad Klemm e Peter Lukas Graf presso l’Accademia Lorenzo Perosi di Biella. Vincitore di concorsi nazionali ed internazionali tra cui il Bonci di Cesena e il Premio Yamaha di Stresa, ha collaborato con numerose orchestre, tra cui Orchestra giovanile dell'Emilia-Romagna, Orchestra del Teatro Comunale di Bologna, Orchestra Haydn di Bolzano, Orchestra Lirico-Sinfonica di Piacenza, Camerata musicale Padana e Orchestra Internazionale d'Italia. per poi intraprendere la carriera cameristica e solistica.

### Attività concertistica
In seguito intraprende la carriera solistica e cameristica con Gli Archi Italiani e Accademia Ensemble, quartetto di flauti formato da ex allievi del maestro Sergio Ruscitti che per diversi anni ha tenuto concerti in tutta Italia, incidendo per Bongiovanni e TGE (da ricordare la prima assoluta del Largo e Allegro per flauto e archi di Čajkovskij).
Si afferma a livello internazionale come uno dei più ricercati interpreti della letteratura novecentesca e contemporanea: suona con l’Ensemble Musica-Realtà e fonda Icarus Ensemble.
Come solista e in ensemble suona nei più importanti teatri e festival italiani, tra cui Teatro alla Scala (Milano), Teatro Regio (Torino), Teatro R. Valli (Reggio Emilia), Gran Teatro La Fenice (Venezia), e del mondo: tra gli altri Palacio de Bellas Artes (Città del Messico), Teatro Colón (Buenos Aires), Hochschule für Musik und Theater München (Monaco di Baviera), Teatro Nazionale Croato (Zagabria), Oji Center (Tokyo), Nagoya Concert Hall (Nagoya), Accademia Sibelius (Helsinki), Zürcher Hochschule der Künste (Zurigo) e partecipa a festival in moltissime città, come Amsterdam, Nizza, Rosario, Baku, Apeldoorn, Mons, Huddersfield, Galway, Lugano, San Pietroburgo, Pola, Querétaro, Ennis, Guanajuato e altre.
Incide per Ricordi, Bottega Discantica, RivoAlto, Stradivarius, Dynamic.
Ha eseguito prime assolute di molti tra i più importanti compositori contemporanei: Bussotti, Manzoni, Donatoni, Morricone, Sciarrino, Lévinas, Hurel, Goebbels, Clementi, Guarnieri, Solbiati, Romitelli, Fedele, Sani, Paris, Trigos, Rasgado, Nova, Casale, Verrando, Yamamoto, Derbez e molti altri.
Collabora in duo con Giorgio Gaslini ed ha suonato con Ian Anderson, leader storico dei Jethro Tull. Con Kumi Uchimoto ha di recente tenuto una serie di concerti in Giappone, esibendosi anche come solista con la Filarmonica di Nagoya all’Aichi Arts Center (Nagoya).
In Italia ha al proprio attivo collaborazioni con artisti come Paola Gassman, Corrado Tedeschi, Amanda Sandrelli, Maddalena Crippa, Enzo Iachetti, Claudia Koll e cantanti come Lucio Dalla, Giovanni Lindo Ferretti e Ivana Spagna, scrittori e giornalisti come Paolo Nori e Gad Lerner.
Collabora in duo con l’arpista Davide Burani, con la pianista Kumi Uchimoto, con il chitarrista Giampaolo Bandini e con il percussionista Simone Beneventi.
Dal 2010 collabora con i Filarmonici di Busseto e dal 2013 con l’Orchestra della Radio della Svizzera Italiana.
Nel dicembre del 2012 è stato invitato dall'Orchestra Sinfonica di Guanajuato (Messico) con Kumi Uchimoto come artista ospite per eseguire il doppio concerto per flauto pianoforte e orchestra di Georgina Derbez, commissionato dall'Orchestra per il 60º anno di fondazione.
L’ultima importante collaborazione come artista ospite è la realizzazione dei quartetti di Mozart con l'Orchestra reale del Concertgebouw di Amsterdam.
Per Expo 2015 è stato invitato dai padiglioni di Cina e Brasile a tenere concerti con i più importanti compositori contemporanei delle due nazioni.

### Attività accademica
Attualmente è docente di flauto presso i corsi AFAM dell’Istituto Superiore di Studi Musicali A. Peri di Reggio Emilia e Castelnovo Monti e presso Istituto Diocesano Musica Liturgica. Ricopre inoltre l'incarico di direttore per la sede di Castelnovo Monti dell'Istituto Superiore di Studi Musicali Achille Peri. Giovanni Mareggini è stato invitato come docente a Master-Classes tecnico-compositive, ha tenuto corsi di perfezionamento flautistico a Gualdo Tadino ed è regolarmente invitato alle International Flute Master Classes di Andrea Griminelli, con cui si è più volte esibito. Ha tenuto diversi Master per l’Associazione flautisti del Montenegro a Podgorica e a Nagoya (Giappone) per la locale università.

### Altro
È tra le altre cose anche direttore artistico del Teatro Bismantova di Castelnovo Monti e della Rassegna di concerti “Phos Hylaron” della chiesa della Madonna dell’Uliveto di Albinea.

## Discografia
- 2008 – Flauto e arpa in concerto (La Bottega Discantica, con Davide Burani)[4]
- 2011 – Mozart (Velut Luna, con Gli Archi Italiani e Davide Burani)[5]